# Шуйские
Шу́йские — русский княжеский род, потомки суздальско-нижегородских великих князей. Рюриковичи. Род внесён в Бархатную книгу.
Во второй половине XIV века Суздальское княжество было ослаблено борьбой с татарами. После присоединения княжества к московскому княжеству Василий Дмитриевич Кирдяпа, правопреемник последнего суздальского князя, примирился с участью и получил во владение город Шуя, ставший центром удельного княжества. Его потомки стали называться князьями Шуйскими. От старшей линии князей Шуйских происходили и другие княжеские фамилии: Кирдяпины-Шуйские, Скопины-Шуйские, Глазатые-Шуйские, Горбатые-Шуйские и Барбашины.
В Московском государстве род угас, но к нему выводил происхождение существующий и в настоящее время польский род Шуйских, не использовавший княжеский титул.

## Происхождение и история рода
Суздальские князья происходят от Андрея Ярославича, брата Александра Ярославича (Невского).
Неизвестно по каким причинам, в научном труде «Известиях о дворянах российских» историк Г. Ф. Миллер выводил князей Шуйских от Полоцких и Литовских князей. Родословная роспись их находилась в поколенной росписи Трубецких. Возможно, что это были князья Шуйские перебравшиеся в Польшу или иной род пользовавшихся одинаковой фамилией.
В XIV веке, стремясь ещё более возвысить свой род, Суздальско-Нижегородские князья, предки Шуйских, объявили своим родоначальником второго сына Александра Невского, князя Городецкого Андрея Александровича, что делало их старшей ветвью по отношению к московским Рюриковичам, происходившим от младшего сына Александра Невского — Даниила Александровича. Несостоятельность версии о происхождении Шуйских от Андрея Александровича доказана, в частности, советским историком Г. В. Абрамовичем.
Внук великого князя Андрея Александровича, князь Василий Михайлович Суздальский (XV колено, ум. 1355), от внуков которого, князей Василия и Семёна Дмитриевичей Суздальских (XVII колено) и произошли прямо князья Шуйские. Второй сын князя Василия Дмитриевича, князь Юрий Васильевич Шуйский, сделался родоначальником старшей линии князей Шуйских, сын же его князь Семён Дмитриевич Шуйский (ум. 1403), имел шесть сыновей — представителей младшей линии князей Шуйских, угасшей в XV веке.

### Старшая ветвь
Представителями старшей ветви были потомки сыновей князя Юрия Васильевича, князья Василий и Фёдор Юрьевичи Шуйские. С московскими великими князьями, стремившихся к объединению разрозненных уделов в единое государство, под своим началом, князья Шуйские вступили в ожесточённую борьбу. Не будучи способными бороться одними собственными силами со своего незначительного удельного княжества, князья Шуйские, старшие по родословцу сравнительно с князьями московскими, происходящих от младшего сына великого князя Александра Невского — князя Даниила Александровича, удалились на Север, на Двину и в Новгород и там среди местных жителей старались организовать сопротивление Московским великим князьям. Только тогда, когда московские воеводы и московские ратные люди выбили их оттуда, князья Шуйские должны были уже в конце XV века сами сделаться слугами московский великих князей. Они быстро заняли одно из первенствующих мест в рядах московской родовой аристократии, как благодаря своему родословцу, так и потому, что они не служили ранее никому и подчинились Москве, не из двора какого-либо другого удельного князя. Уже при Иване III Васильевиче, Шуйские находятся в войсках на первых воеводских должностях, местничать с ними решаются мало, а если местничают, то неудачно. Это положение сохранялось на протяжении всего правления Ивана III.
Оно сохранилось и в правлении Елены Глинской, несмотря на влияние И. Ф. Оболенского-Телепнёва, с которым Шуйские вступили в борьбу и которого они скоро уничтожили, заняв после этого первенствующее место в правлении при малолетнем Иване IV Васильевиче Грозном. Царь Иван Грозный, несмотря на неблагоприятное для Шуйских мнения о них, которое он вынес из своего детства, не решался обойтись с ними так жестоко, как он обходился с другими боярскими родами. Шуйские в его царствование вошли в состав опричнины, почти не потерпели убыли среди членов рода и только один из них, князь Иван Дмитриевич по прозванию «Губка», отъехал в Литву и сделался родоначальником новой, польской ветви Шуйских, утерявших со временем княжеский титул и существующий, хотя и без титула, в наши дни. Этот отъезд, вероятно, вызвал целый ряд предосторожностей, принятых Иваном Грозным для предупреждения отъезда членов рода: со всех выдающихся представителей рода были взяты поручные записи.
Гораздо более тяжёлые для рода князей Шуйских было время правления Фёдора Ивановича. В это царствование князья Шуйские вступили в ожесточённую борьбу с любимцем царя Борисом Годуновым, опиравшимся на целый ряд не родовитых родов, обязанных своим положением лишь личным достоинством и службами и вследствие этого враждебно настроенных к знатным боярским родам, приверженцев партии Шуйских и не расположенным к «молодым выскочкам», каким в сущности был и сам Борис Годунов. Борьба эта окончилась очень печально для князей Шуйских: из коих двое видных представителей рода, князья Андрей Иванович и Иван Петрович, погибли, остальные представители рода, сыновья князя Ивана Петровича, были заточены в отдалённых городах. Только в 1591 году младшие представители рода на время примирились с Борисом Годуновым, но потом попытались вновь бороться с ним в 1598 году при избрании царя на место умершего Фёдора Ивановича. Борьба окончилась неудачно, и Шуйские заняли выжидательную позицию, для достижения принадлежащей им, по их мнению, по праву царской власти.
Власть эта им досталась только в 1606 году, после убийства Лжедмитрия I, когда князь Василий IV Иванович Шуйский занял царский престол и немедленно же объявил во всеобщее сведение о своём праве на этот престол. Благодаря этому воцарению, князья Шуйские в период с 1606 по 1610 года пользовались неограниченной властью в государстве.
После низложения царя Василия Шуйского, они естественно должны были казаться опасными, как представители сильнейшего княжеского рода, и польская партия, получавшая после них временную власть постаралась удалить их из Москвы и все князья Шуйские были отправлены в Польшу. Здесь, в Польше, умерли два последних виднейших представителей рода: бывший царь Василий и его брат князь Дмитрий Иванович с женою. Последний представитель этого рода, князь Иван Иванович, пережил падение и унижение своего рода и умер уже в Москве (ум. 1638), в чине боярина. С его смертью прекратился и род князей Шуйских.

### Младшие ветви
Шуйскими также называли потомков Симеона, младшего брата Василия Кирдяпы:
- Семён Дмитриевич
  - Василий Семёнович Шуйский
    - Александр Шуйский Глазатый -> Глазатые-Шуйские, Барбашины 
    - Иван Шуйский Горбатый -> Горбатые-Шуйские
    - Роман Шуйский
    - Андрей Шуйский Лугвица
    - Борис Шуйский
    - Василий Шуйский Гребёнка

Младшая ветвь Шуйских менее активно принимала участие в истории страны, и её представители менее известны.

### Польская ветвь
Один из представителей старшей ветви, Иван Дмитриевич Губка, около 1536 года бежал в Литву. К нему выводили польский род Шуйских, представители которого не использовали княжеский титул. К данному роду принадлежал, в частности, Юзеф Шуйский (1835—1883) — польский политический деятель, учёный и писатель, ректор Ягеллонского университета, генеральный секретарь Польской академии знаний.
Последний представитель этой ветви по мужской линии — Пётр Шуйский (пол. Piotr Szuyski) родился в 1943 году.
В Бархатной книге показано, что отъехавший в Польшу род князей Шуйских, там извёлся.

## Герб князей Шуйских
В Гербовнике В. А. Дурасова имеется описание герба князей Шуйских:
Щит разделён двумя перпендикулярными линиями на четыре части. В первой и четвёртой частях — герб княжества Суздальского: в поле, верхняя половина которого лазоревая, а нижняя червлёная — серебряный орёл с опущенными (распростёртыми) крыльями, над ним княжеская шапка. Во второй и третьей частях — герб княжества Нижегородского: в серебряном поле проходящий червлёный олень. Среди щита малый щиток, на нём герб великого княжества Московского: в червлёном поле святой Георгий Победоносец на белом коне, поражающий чёрного дракона. Щит покрыт княжеской мантией и российской княжеской шапкой.
В Гербовнике А. В. Дурасова герб и род князей Шуйских показан происходящим от князей Галицких и Дмитровских.

## Известные представители
- князь Андрей Михайлович Шуйский Честокол (умер в 1543) — русский государственный деятель.
- Василий Шуйский (умер в 1612) — русский царь c 1606 по 1610.
- князь Василий Васильевич Шуйский Бледный (втор. пол. XV в.) — русский военный и государственный деятель.
- князь Василий Фёдорович Шуйский — сын князя Фёдора Юрьевича Шуйского.
- князь Василий Юрьевич Шуйский (умер в 1448) — сын первого удельного князя шуйского Юрия Васильевича
- князь Дмитрий Иванович Шуйский (умер в 1612) — русский военный деятель Смутного времени. Сын Ивана Андреевича Шуйского.
- князь Иван Андреевич Шуйский (1533—1573) — русский государственный и военный деятель.
- князь Иван Васильевич Шуйский (умер в 1542) — русский военный и государственный деятель.
- князь Иван Васильевич Большой Шуйский Скопа — сын князя Василия Васильевича Шуйского Бледного.
- князь Иван Михайлович Шуйский Плетень (умер в 1559) — русский военный деятель.
- князь Иван Петрович Шуйский (умер в 1587) — русский военный и государственный деятель, сын героя Ливонской войны Петра Ивановича Шуйского.
- князь Михаил Васильевич Шуйский — русский государственный и военный деятель. Сын князя Василия Юрьевича Шуйского.
- князь Пётр Иванович Шуйский (погиб в 1564) — русский военный и государственный деятель, сын Ивана Васильевича Шуйского.
- князь Фёдор Юрьевич Шуйский (умер в 1476) — сын первого удельного князя шуйского Юрия Васильевича.